# Ghostdini: The Wizard of Poetry in Emerald City
Ghostdini: The Wizard of Poetry in Emerald City ist das achte Soloalbum des US-amerikanischen Rappers Ghostface Killah. Es erschien am 29. September 2009 über die Plattenfirma Def Jam Recordings.

## Titelliste
1. Not Your Average Girl (feat. Shareefa) – 3:48
2. Do Over (feat. Raheem "Radio" DeVaughn) – 4:35
3. Baby (feat. Raheem "Radio" DeVaughn) – 4:12
4. Lonely (feat. Jack Knight) – 4:34
5. Stapleton Sex – 2:33
6. Stay – 2:56
7. Paragraphs of Love (feat. Vaughn Anthony und Estelle) – 3:53
8. Guest House (feat. Fabolous und Shareefa) – 4:29
9. Let’s Stop Playin (feat. John Legend) – 4:23
10. Forever – 3:41
11. I’ll Be That (feat. Adrienne Bailon) – 4:09
12. Goner (feat. Lloyd) – 4:54
13. She’s a Killah (feat. Ron Browz) – 4:03
14. Back Like That (Remix) (feat. Kanye West und Ne-Yo) – 4:02

## Rezeption

### Chartplatzierungen
Ghostdini: The Wizard of Poetry in Emerald City stieg auf Platz 28 der US-amerikanischen Billboard 200 ein. Nach fünf Wochen verließ die Veröffentlichung die Charts wieder.

### Kritik
Die E-Zine Laut.de bewertete Ghostdini: The Wizard of Poetry in Emerald City mit drei von möglichen fünf Punkten. Aus Sicht des Redakteurs Alexander Engelen widme Ghostface Killah dem „hassgeliebten Genre-Mash Up [von Rap und R'n'B] seinen neuen Longplayer.“ Dabei bewege er sich „zwischen Schwulst und Straße, zwischen rosiger Romantik und roher Direktheit“, wobei „Säusel-Hooks und Rap-Parts mehr als nur [eine] akustische Zweckehe“ eingehen. Der Rapper vereine „kompromisslosen Storyteller mit dem einen oder anderen Sternchen der R'n'B-Welt“ wie John Legend, Raheem DeVaughn, Jack Knight und Ne-Yo. Die Instrumentale der Stücke erinnern an Veröffentlichungen des Labels Motown, wobei die Produzenten „zwischen soften E-Gitarren, klimpernden Pianos, wehenden Streichern und Stax-Bläsern“ alle Register ziehen.